# Карауылкельды
Карауылкельды (каз. Қарауылкелді, до 2006 года Байганин) — село, административный центр Байганинского района Актюбинской области. Административный центр и единственный населённый пункт Карауылкелдынского сельского округа. Код КАТО: 153630100.
Расположен в 246 км к юго-западу от областного центра города Актобе, на берегу реки Жарлы. Есть железнодорожная станция Карауылкельды на учпстве Атырау — Кандыагаш Урало-Каспийского железнодорожного хода. Возник как рабочий посёлок в связи с сооружением нефтепровода Атырау — Орск (1940-е годы). В 12 км от нефтепровода Атырау — Орск расположено Копинское месторождение нефти
До 2006 года село носило название Байганин в честь акына Нурпеиса Байганина.

## Население
| Численность населения | Численность населения | Численность населения | Численность населения | Численность населения |
| 1970                  | 1979                  | 1989                  | 1999                  | 2009                  |
| --------------------- | --------------------- | --------------------- | --------------------- | --------------------- |
| 5444                  | ↗6744                 | ↗7631                 | ↗8212                 | ↘7862                 |

В 1999 году население села составляло 8212 человек (4167 мужчин и 4045 женщин). По данным переписи 2009 года, в селе проживали 7862 человека (3924 мужчины и 3938 женщин).
На 1 октября 2022 года, население села составляло 11 123 человека (5 556 мужчин и 5 567 женщин).

## Галерея

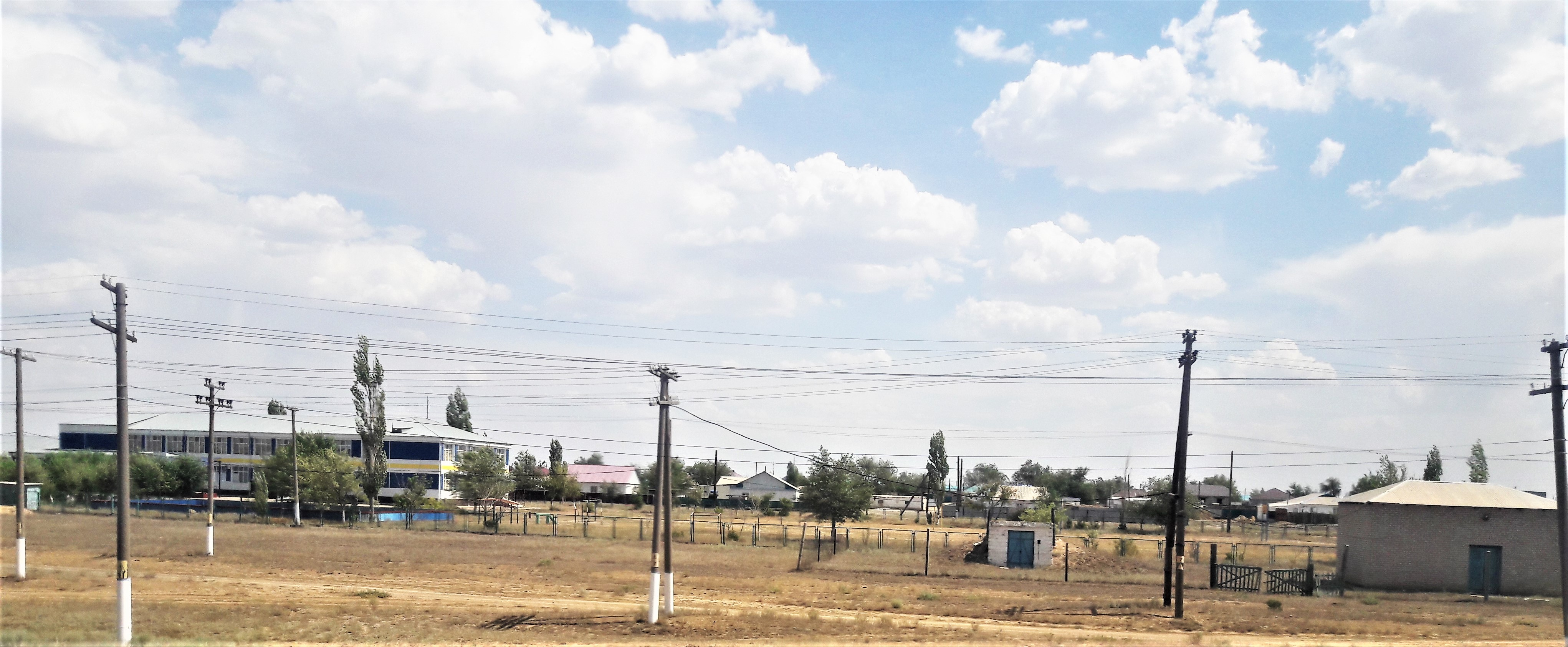
Карауылкельды
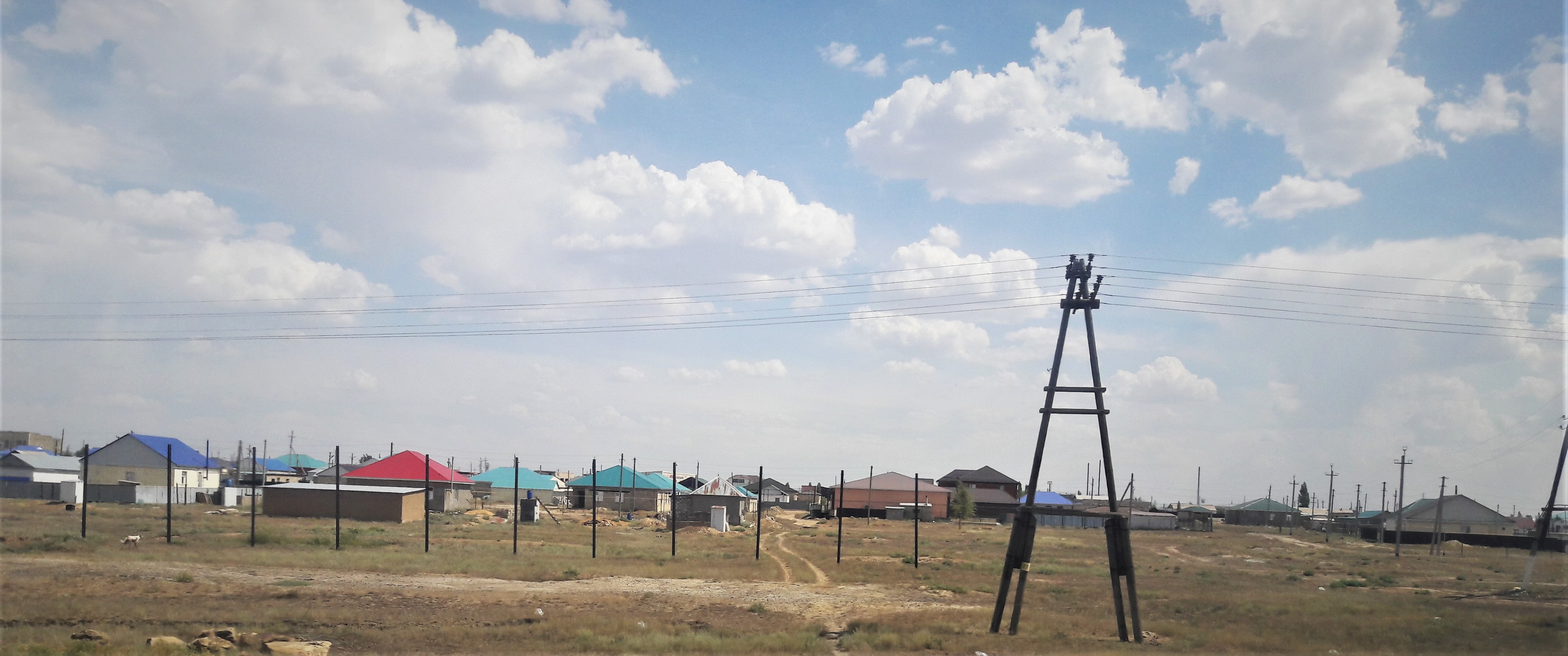
Карауылкельды
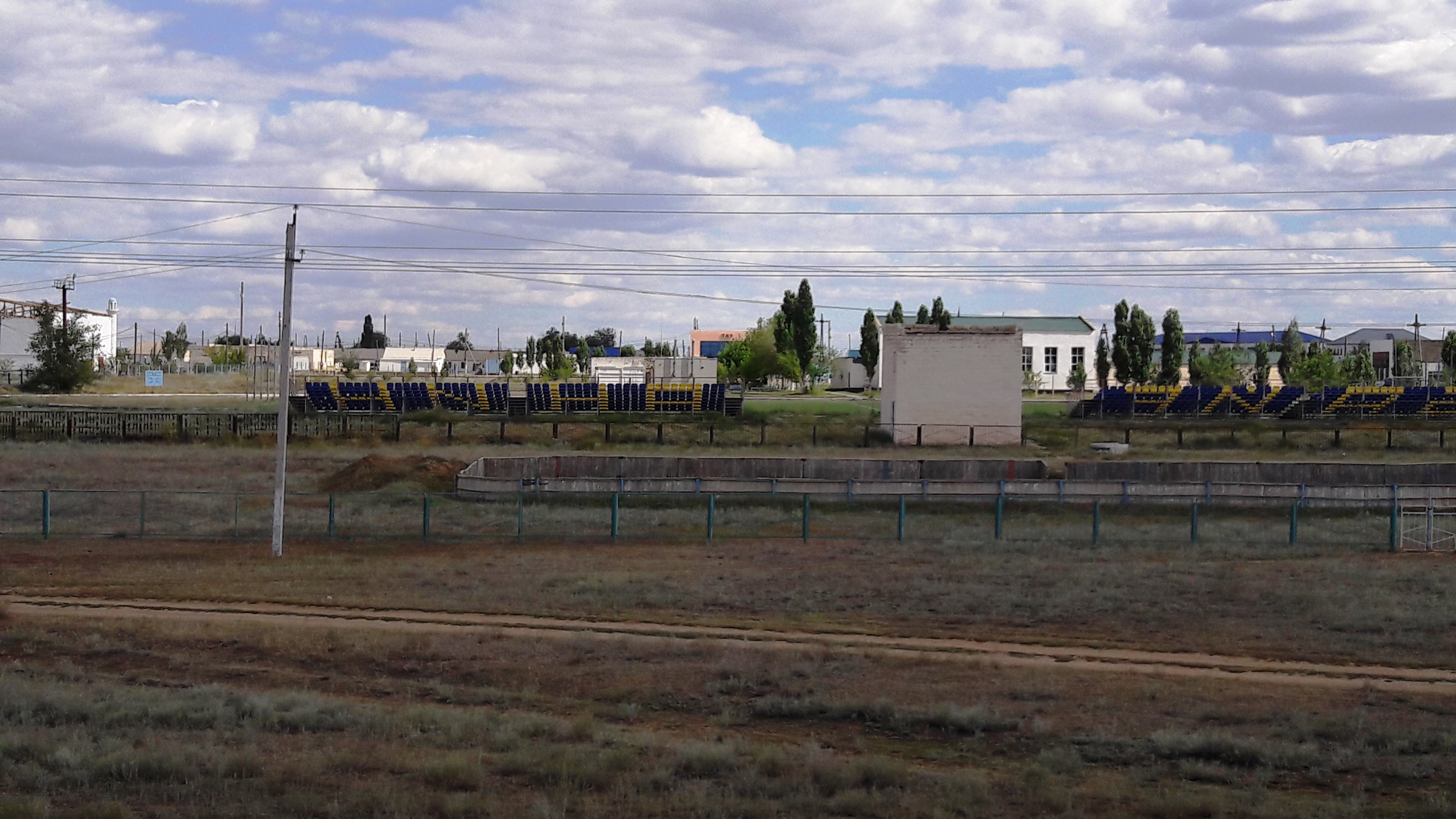
Карауылкельды